# Ricardo Rosselló
Ricardo Antonio Rosselló Nevares, noto anche come Ricky Rosselló (San Juan, 7 marzo 1979), è un politico e neuroscienziato portoricano.
Dal 2 gennaio 2017 è il 12º Governatore di Porto Rico, tuttavia, a causa dello scandalo denominato "Telegramgate", il 24 luglio 2019, in seguito alla forte pressione esercitata dai cittadini portoricani, ha annunciato le proprie dimissioni, effettive dal 2 agosto dello stesso anno.

## Biografia
Nato a San Juan nel 1979 da Pedro Rosselló, governatore di Porto Rico dal 1993 al 2001, e Irma Margarita Nevares, è il terzo dei tre figli della coppia. I suoi antenati paterni emigrarono dalla città spagnola di Lloseta nel 1902.
Dopo aver trascorso la prima infanzia nella capitale portoricana, frequentò il Colegio Marista Guaynabo di Porto Rico, gestito dai fratelli maristi, partecipando alle olimpiadi internazionali di matematica nel 1997. Nel 2001 ricevette un bachelor's degree in economia e ingegneria biomedica al Massachusetts Institute of Technology (MIT), dove è stato anche presidente dell'associazione degli studenti portoricani e ha ottenuto diversi premi accademici minori per la sua leadership. Ha continuato i propri studi in ingegneria biomedica presso l'Università del Michigan, dove ha conseguito un dottorato nel 2007.
Dopo il dottorato, ha iniziato la carriera di ricercatore, specializzandosi in cellule staminali adulte presso l'Università Duke della Carolina del Sud, ottenendo diversi premi e riconoscimenti, e apparendo in varie pubblicazioni.
È stato co-fondatore della Beijing Prosperous Biopharm di Pechino, un'azienda farmaceutica specializzata nello sviluppo di medicinali per contrastare cancro, diabete, AIDS e malattie neurodegenerative.

### Carriera politica
Il suo debutto in politica avvenne nel 2008, quando prese parte alla campagna elettorale del padre per una sua terza elezione a governatore. Iniziò infatti a scrivere di politica, medicina ed economia sull'El Vocero, un quotidiano portoricano e iniziò ad apparire regolarmente in diversi talkshow radiofonici e televisivi. Nel 2014 la giornalista boliviana Lupe Andrade ha accusato di plagio Rosselló, tuttavia non hanno seguito azioni legali.
Ha inoltre scritto e pubblicato un libro, intitolato La Obra de Rossello, per descrivere l'operato del padre come governatore di Porto Rico tra il 1993 e il 2001.
Nel 2012 ha fondato il Boricua ¡Ahora Es! per promuovere la definizione dello status politico di Porto Rico, che è un territorio non incorporato degli Stati Uniti d'America, durante il referendum del 2012. Nello stesso anno iniziò a circolare la voce che si sarebbe candidato per le elezioni governative del 2016. In quest'ottica iniziò a lavorare con alcuni collaboratori alla sua agenda politica denominata Plan para Puerto Rico (dallo spagnolo: piano per Porto Rico).
Il 19 settembre 2015 confermò la sua intenzione di candidarsi a governatore, mentre il giorno successivo organizzò un raduno presso il Coliseo Roberto Clemente di San Juan. Dopo aver vinto le primarie del Nuovo Partito Progressista contro Pedro Pierluisi, poté candidarsi alle elezioni governative, sfidando altri tre candidati: il democratico David Bernier e gli indipendenti Alexandra Lúgaro e Manuel Cidre.

L'8 novembre 2016 è stato eletto governatore con il 41,8% delle preferenze.

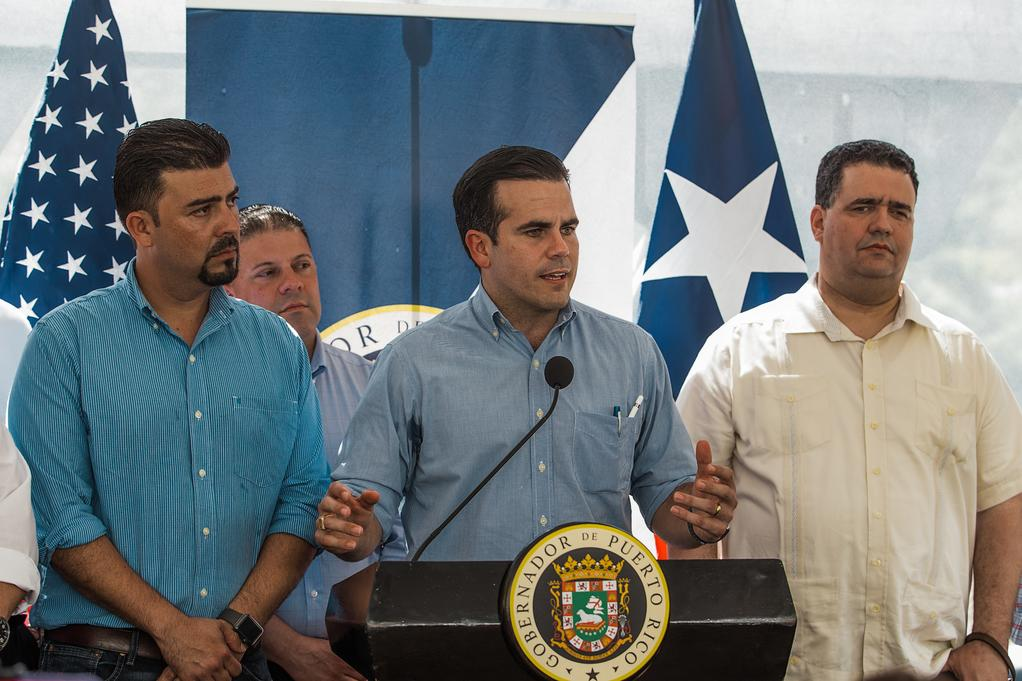
Rosselló durante l'inaugurazione di un ponte a Utuado nel marzo 2018

#### Governatore di Porto Rico
Ha prestato giuramento il 2 gennaio 2017, diventando il secondo governatore più giovane di Porto Rico. Come annunciato in campagna elettorale, durante il suo mandato si è concentrato sulle politiche economiche del territorio e in particolare sulla ristrutturazione del debito portoricano, sostenendo che esso dipenda in gran parte dallo status politico "ambiguo" di Porto Rico.

##### Telegramgate
L'8 luglio 2019 sono state pubblicate le chat di un gruppo Telegram, a cui partecipavano il governatore e diversi altri segretari del governo portoricano, in cui erano presenti messaggi definiti volgari, razzisti, sessisti e omofobi nei confronti di diversi esponenti politici e comunità. Dopo averne confermato l'autenticità, il governatore ha interrotto il proprio viaggio in Francia per rispondere delle accuse, sostenendo in una conferenza stampa che quei messaggi erano frutto dello stress e scusandosi pubblicamente per il loro contenuto.
In seguito all'ondata di proteste l'assemblea legislativa portoricana ha invitato Rosselló a dimettersi sostenendo che altrimenti sarebbe iniziato il processo di impeachment. Nonostante avesse inizialmente negato, il 24 luglio 2019, ha dichiarato che si dimetterà dall'incarico il 2 agosto 2019 e che non si candiderà per un secondo mandato.

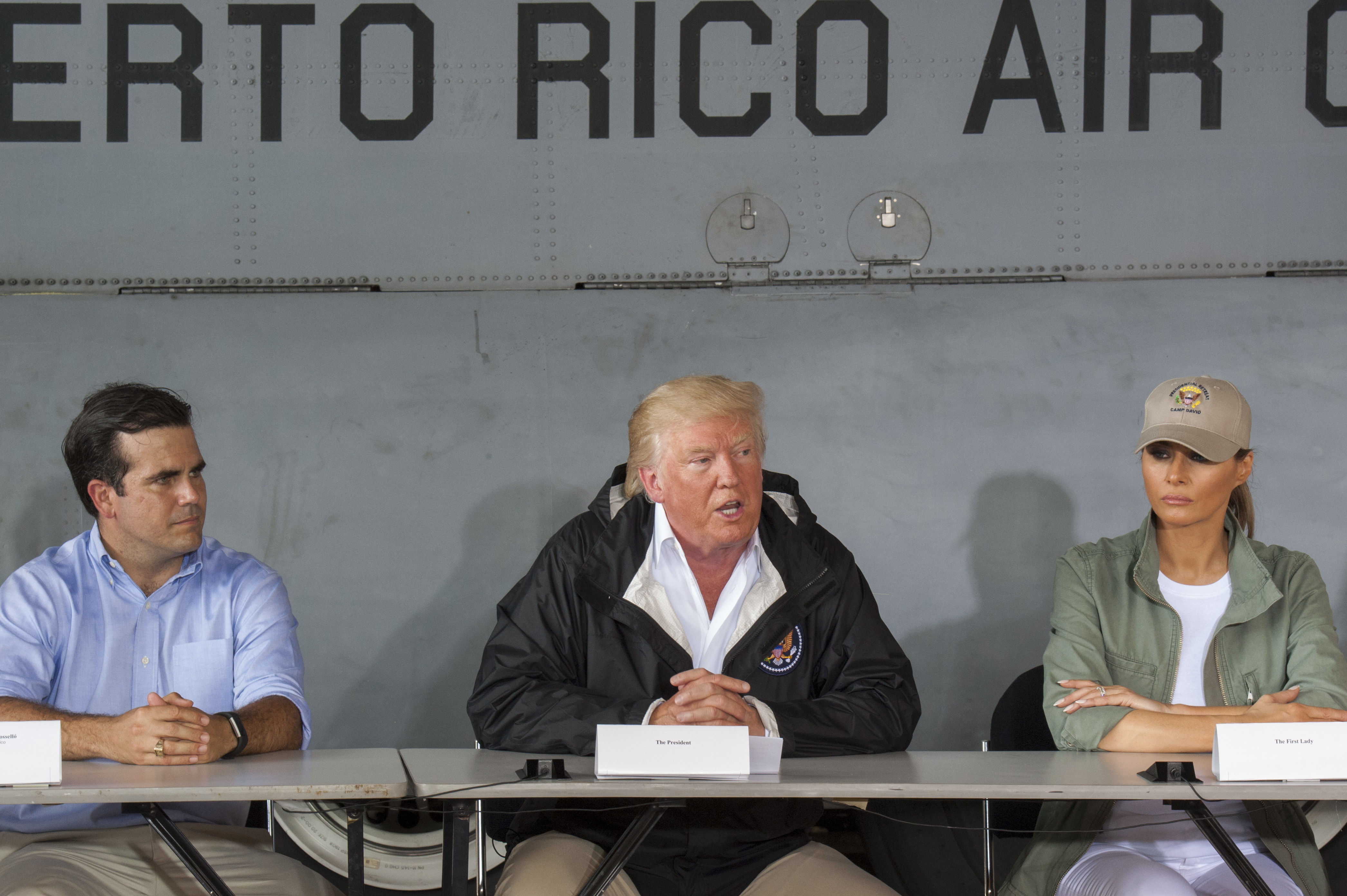
Ricardo Rosselló, Donald Trump e Melania Trump

## Posizioni politiche
Le sue tendenze politiche si rifanno principalmente al centrismo.
È a favore della legalizzazione della cannabis ad uso medico ma non ricreativo.
Si è pronunciato contrario al matrimonio tra persone dello stesso sesso, tuttavia rispetta la sentenza della corte suprema statunitense che lo rende legale (Obergefell v. Hodges).
È fortemente favorevole all'integrazione del territorio non integrato di Porto Rico tra gli Stati federati degli Stati Uniti d'America.

## Vita privata
Si è sposato il 14 giugno 2008 in Michigan con Natasha Marie Cervi. Il matrimonio è terminato con un divorzio nel 2010.
Dal 2012 è sposato con Beatriz Areizaga dalla quale ha avuto due figli: Claudia Beatriz e Pedro Javier.